# تکان ناگهانی (فیلم)
تکان ناگهانی (به هندی: Manthan) فیلمی محصول سال ۱۹۷۶ و به کارگردانی شیام بنگال است. در این فیلم بازیگرانی همچون اسمیتا پاتیل، گیریش کارناد، نصیرالدین شاه، آمریش پوری، کولبوشان کارباندا، موهان آگاشه ایفای نقش کرده‌اند.